# 轭螺
轭螺（学名：Zeuxis engylptus），是新腹足目织纹螺科Zeuxis属的一种。主要分布于中国大陆，常栖息在潮间带。